# 1. Amateurliga Schwarzwald-Bodensee 1960/61
Die 1. Amateurliga Schwarzwald-Bodensee 1960/61 war die erste Spielzeit der gemeinsamen Spielklasse des Württembergischen Fußballverband und des Südbadischen Fußballverbandes. Es war zugleich die elfte Saison der 1. Amateurliga Württemberg und der 1. Amateurliga Südbaden und die erste Spielzeit, in der in Württemberg in den beiden Staffeln Nordwürttemberg und Schwarzwald-Bodensee und in Südbaden in den beiden Staffeln Südbaden und Schwarzwald-Bodensee gespielt wurde.
Die Entscheidung zur Einführung der Schwarzwald-Bodensee-Liga fiel in parallel stattfindenden Verbandstagen des Württembergischen Fußballverbandes in Aalen und des Südbadischen Fußballverbandes in Radolfzell am 3. Juli 1960.
Die Meisterschaft der Schwarzwald-Bodensee-Liga gewann der SC Schwenningen vor den beiden punktgleichen Mannschaften VfR Schwenningen und FV Ravensburg nach Entscheidungsspielen. In der Aufstiegsrunde zur II. Division scheiterte Schwenningen am FC Hanau 93.
Der FC Furtwangen und der FC Überlingen stiegen direkt in die 2. Amateurliga Südbaden Staffel III ab. Die punktgleichen Mannschaften des SV Spaichingen und des FC Radolfzell trugen ein Entscheidungsspiel aus, welches Spaichingen verlor und damit ebenfalls abstieg (in die 2. Amateurliga Württemberg).

## Abschlusstabelle
| Pl. | Verein                   | Sp. | Tore    | Punkte |
| --- | ------------------------ | --- | ------- | ------ |
| 01. | SC Schwenningen (w)      | 30  | 114:043 | 48:12  |
| 02. | VfR Schwenningen (w)     | 30  | 088:033 | 48:12  |
| 03. | FV Ravensburg (NW)       | 30  | 069:029 | 48:12  |
| 04. | FC Tailfingen (NW)       | 30  | 092:062 | 41:19  |
| 05. | VfB Friedrichshafen (NW) | 30  | 074:047 | 39:21  |
| 06. | FC Wangen (w)            | 30  | 057:053 | 31:29  |
| 07. | FC 08 Villingen (s)      | 30  | 063:059 | 29:31  |
| 08. | FV Ebingen (w)           | 30  | 061:057 | 28:32  |
| 09. | FC Konstanz (s)          | 30  | 076:076 | 27:33  |
| 10. | TuS Blumberg (NB4)       | 30  | 055:088 | 24:36  |
| 11. | Olympia Laupheim (NW)    | 30  | 051:061 | 23:37  |
| 12. | TSV Burladingen (NW)     | 30  | 051:064 | 23:37  |
| 13. | SV Spaichingen (NW)      | 30  | 046:076 | 22:38  |
| 14. | FC Radolfzell (s)        | 30  | 041:068 | 22:38  |
| 15. | FC Furtwangen (NB3)      | 30  | 049:128 | 14:46  |
| 16. | FC Überlingen (NB4)      | 30  | 041:084 | 13:47  |

| (w)   | Wechsel aus der 1. Amateurliga Württemberg                     |
| (s)   | Wechsel aus der 1. Amateurliga Südbaden                        |
| (NW)  | Aufsteiger aus den 2. Amateurligen Württemberg 1959/60         |
| (NB3) | Aufsteiger aus der 2. Amateurliga Südbaden Staffel III 1959/60 |
| (NB4) | Aufsteiger aus der 2. Amateurliga Südbaden Staffel IV 1959/60  |

### Entscheidungsspiele um die Meisterschaft (auf neutralen Plätzen)
Das Spiel in Singen fand am 19. April 1961, das Spiel in Hechingen am 23. April 1961 statt.
|                 | Ergebnis |                  | Ort       |
| --------------- | -------- | ---------------- | --------- |
| FV Ravensburg   | 5:2      | VfR Schwenningen | Singen    |
| SC Schwenningen | 3:1      | FV Ravensburg    | Hechingen |

### Entscheidungsspiel um den Abstieg
| Datum          |               | Ergebnis |                | Ort      |
| -------------- | ------------- | -------- | -------------- | -------- |
| 30. April 1961 | FC Radolfzell | 2:1      | SV Spaichingen | Meßkirch |